# 塔 (タロット)

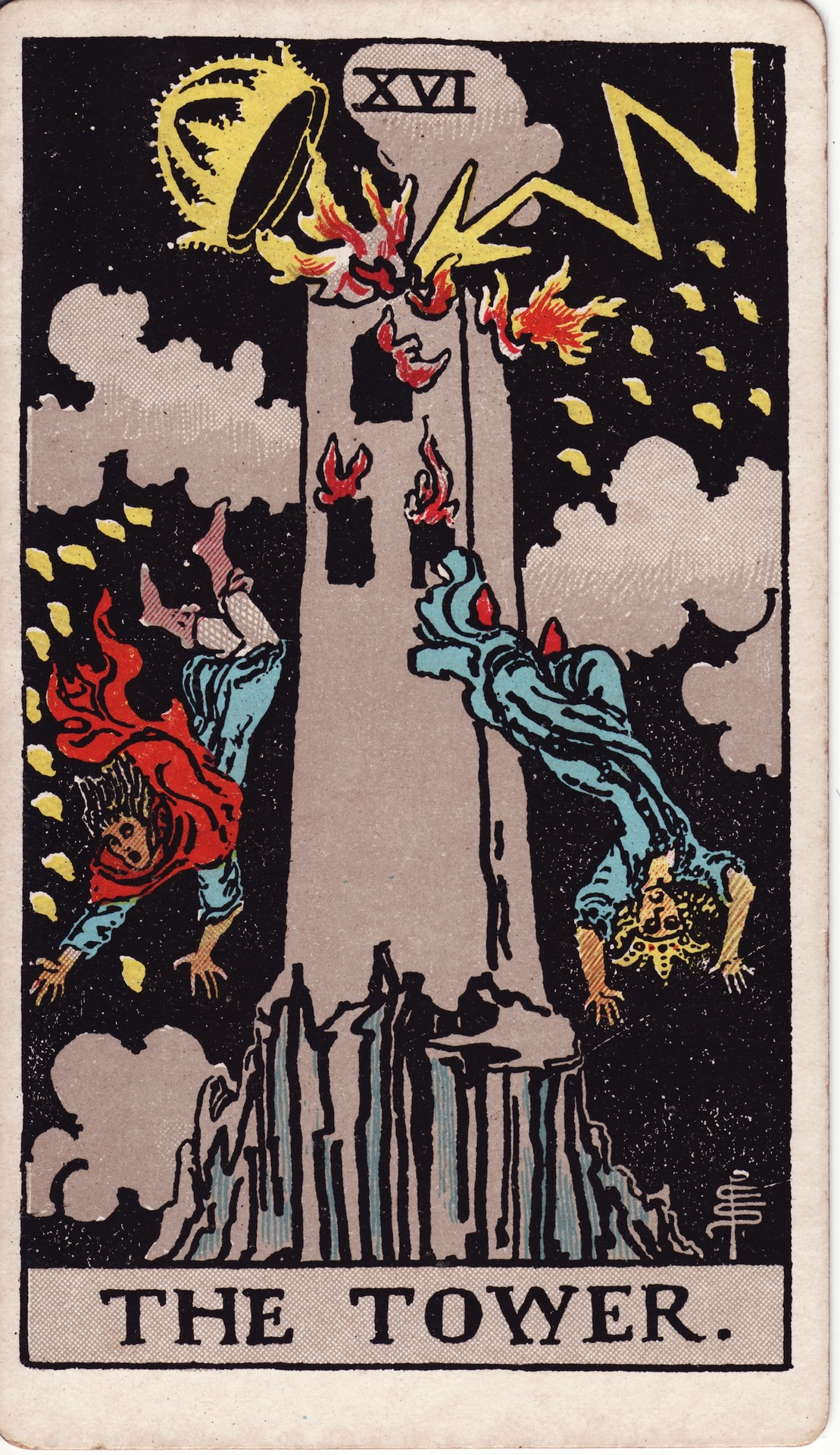
ウェイト版タロットの塔

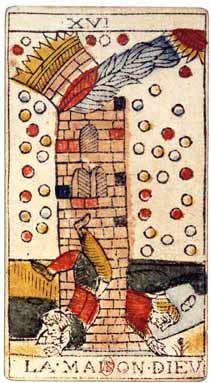
マルセイユ版タロットの塔

塔（とう、英語: The Tower、フランス語: La Maison Dieu）は、タロットの大アルカナに属するカードの1枚。フランス語の“La Maison Dieu”やスペイン語の“La Casa de Dios”はいずれも「神の家」を意味するが、“La Maison Dieu”は本来“La Maison de Feu”、つまり「火事の家」だったものの誤写により生じた名称である可能性が高いとされる。
カード番号は「16」。前のカードは「15 悪魔」、次のカードは「17 星」。

## カードの意味
テーマは「破綻」。
正位置の意味
破壊、破滅、崩壊、災害、悲劇、悲惨、惨事、惨劇、凄惨、戦意喪失、記憶喪失、被害妄想、トラウマ、踏んだり蹴ったり、自己破壊、洗脳、メンタルの破綻、風前の灯、意識過剰、過度な反応、アンチテーゼ、自傷行為、精神崩壊。
逆位置の意味
緊迫、突然のアクシデント、必要悪、誤解、不幸、無念、屈辱、天変地異。
正位置・逆位置のいずれにおいても凶とされている唯一のカードであるが、解釈によっては、解放、改革、殻破りなど、逆位置が良いとされる場合もある。アーサー・エドワード・ウェイトのタロット図解における解説では「悲嘆・災難・不名誉・転落」を意味するとされる。

## カバラとの関係
ヘブライ文字はペー（פ）、ただし複数の異説がある。「黄金の夜明け団」の説ではネツァクとホドのセフィラを結合する経に関連付けられている。

## 占星術との対応関係
以下のような諸説がある。
- 星座：白羊宮説、金牛宮説、天蠍宮説、磨羯宮説
- 惑星：火星説[1]、木星説、天王星説、「天王星+火星」説[2]

## 寓画の解釈
伝統的な解釈ではバベルの塔ではなく「神の家」とされる。神の家とはキリスト教の教会を指した俗称であり、病院をさす場合もある。この天から降りて「塔」に激突しているものは、雷光を一般的に表現する際にありがちなギザギザ状ではなく、どちらかといえば炎のように丸みを帯びた描かれ方をしている。これは、雷でも炎でも無く「神から放出される聖なる力」そのものを表している。即ち、二人の人物が、自らの作り出した強固な自意識の殻に閉じこもっていた状態から、何らかの外的要因によって開放された状態へと移り行く場面を描き表した様子と解釈される。つまり、「神から放出される聖なる力」を、“神の怒り”ではなく“神の慈悲”による救済であると解釈し、人間的な宗教組織、即ち「塔」に囚われる人々を神が解放し、「塔」の頂に王冠、即ち絶対とする権力（神）は存在せず、「塔」の外に広がる広大な平野の果て、更には背景に描かれる球体、即ち世界・地球・宇宙に至るそのもっと上に存在していることを象徴している、と解釈される。
「神の家」ではなくバベルの塔の崩壊とみる説では、もっとわかりやすい解釈がなされる。マルセイユ版の「塔」には、炎のような物体が建物の屋根部分を吹き飛ばし、二人の人物が、一人は逆さまに、もう一人は上半身が建物から出ている状態で描かれている。古代メソポタミアにおける塔という建造物は、天と地をつなぎ、神々が地上に降り立つ道筋を提供する宗教的な目的で扱われていた。また軍事的な防衛・観察・牢獄・退却に使用する要塞として扱われ、現在においても政治・経済・教育・文化などの様々なプロパガンダは塔を媒体として行われている。しかし、この「塔」に描かれる建造物は人間と対比してわかるようにとても小さく、およそ天まで達し、神との交信を図るような存在とは思えない。また、人物の一人が建物から出てきているように見えることから、この建物は二人の人物の私有物であり、彼らが作ったものと解釈される。彼らは建物に王冠を模した屋根を取り付けていたと見られ、自分達の作り出したものを絶対無二の存在とし、他のいかなる存在も認めていなかったことを象徴している。「塔」では、まさに今、建物の王冠が取り払われた様子が書き出されている。王冠を吹き飛ばす奇妙な物体は稲妻とされている。稲妻は古来より「神から放出される聖なる力」の象徴として、しばしば“神の怒り”などと表現される。
ウェイト版では、黒い背景の中で落雷を受けて破壊、炎上した塔から中にいた2人が投げ出されている様子が描かれる。ただしこの札の場合、「旧約聖書」には、石の代わりにレンガを、漆喰の代わりにアスファルトを使用したと記されただけで、この塔がバベルの塔をモデルにしたかどうか、詳しいことは分かっていない。塔の破壊された部分と三つの窓からは炎が上がっており、マルセイユ版の炎上する塔を踏襲している節が見受けられる。炎には「清め」という象徴があり、神を奉る場所や神に関する儀式の際には多く火を焚く場所が設置されていて、仏教においては、火は知恵や真理の象徴とされ、煩悩を焼き尽くすとされている。塔の上にある王冠は「成功」を意味し、塔はそれが自分を束縛するという状況を象徴している。この王冠の色と同じく、稲妻の色が太陽の恵みを表す黄色とされているのも特徴で、破壊されることが幸いであるかのように描かれている。太陽の恵みを与えるにあたり、これのみならず、全ての大アルカナカードには必ず黄色に塗られている箇所がある点が大きな特徴となっている。